# Eric II di Danimarca
Erik II Emune (1090 circa – 18 settembre 1137) fu re di Danimarca dal 1134 al 1137.
Era un figlio illegittimo di Eric I di Danimarca. Il suo soprannome significa "il Memorabile".

## Biografia
Governante duro e impopolare, morì a Urnehoved Ting nel 1137, abbattuto da un nobile locale, Sorteplov. Secondo la leggenda, Sorteplov chiese il permesso di avvicinarsi al re, portando una lancia nella mano con un blocco di legno (chiamato "kefli") proteggente la punta. Credendo che re Erik non indossasse una maglia di ferro sotto la sua tunica, tolse il kefli, e spinse la lancia attraverso il re.
Il nipote di re Erik, Erik Håkonssøn si fece avanti con la spada in mano, ma il nobiluomo gli disse di calmarsi, vedendo che lui - Erik - era il prossimo in linea di successione per il trono, ed essendo l'unico maschio adulto nella famiglia reale: "Metti via la tua mazza, giovane Erik. Un succoso pezzo di carne è caduto nella tua tazza!"
Sempre secondo la leggenda, Sorteplov si salvò la vita.

## Matrimonio e discendenza
Eric sposò Malmfrid di Kiev, figlia del Gran Duca Mstislav I di Kiev e della principessa Cristina di Svezia. Da Malmfrid Eric non ebbe figli.
Da un'amante invece Eric ebbe:
- Sweyn (1125 – 1157, che divenne re di Danimarca con il nome di Sweyn III.

## Ascendenza
|                        |   |                     | Genitori |  |  | Nonni |  |  | Bisnonni        |  |  | Trisnonni           |  |
|                        |   |                     |          |  |  |       |  |  | Ulf Thorgilsson |  |  | Thorgils Sprakalägg |  |
|                        |   |                     |          |  |  |       |  |  | Ulf Thorgilsson |  |  | Thorgils Sprakalägg |  |
|                        |   | …                   |          |  |  |       |  |  | Ulf Thorgilsson |  |  |                     |  |
| Sweyn II di Danimarca  |   |                     |          |  |  |       |  |  | Ulf Thorgilsson |  |  |                     |  |
|                        |   | Estrid Svendsdatter | …        |  |  |       |  |  |                 |  |  |                     |  |
|                        |   | Estrid Svendsdatter | …        |  |  |       |  |  |                 |  |  |                     |  |
|                        |   | Estrid Svendsdatter | …        |  |  |       |  |  |                 |  |  |                     |  |
| Eric I di Danimarca    |   | Estrid Svendsdatter |          |  |  |       |  |  |                 |  |  |                     |  |
|                        |   | …                   | …        |  |  |       |  |  |                 |  |  |                     |  |
|                        |   | …                   | …        |  |  |       |  |  |                 |  |  |                     |  |
|                        |   | …                   | …        |  |  |       |  |  |                 |  |  |                     |  |
| Gunnhildr Sveinsdóttir |   | …                   |          |  |  |       |  |  |                 |  |  |                     |  |
|                        |   | …                   | …        |  |  |       |  |  |                 |  |  |                     |  |
|                        |   | …                   | …        |  |  |       |  |  |                 |  |  |                     |  |
|                        |   | …                   | …        |  |  |       |  |  |                 |  |  |                     |  |
| Eric II di Danimarca   |   | …                   |          |  |  |       |  |  |                 |  |  |                     |  |
|                        | … | …                   |          |  |  |       |  |  |                 |  |  |                     |  |
|                        | … | …                   |          |  |  |       |  |  |                 |  |  |                     |  |
|                        | … | …                   |          |  |  |       |  |  |                 |  |  |                     |  |
| …                      | … |                     |          |  |  |       |  |  |                 |  |  |                     |  |
|                        |   | …                   | …        |  |  |       |  |  |                 |  |  |                     |  |
|                        |   | …                   | …        |  |  |       |  |  |                 |  |  |                     |  |
|                        |   | …                   | …        |  |  |       |  |  |                 |  |  |                     |  |
| …                      |   | …                   |          |  |  |       |  |  |                 |  |  |                     |  |
|                        |   | …                   | …        |  |  |       |  |  |                 |  |  |                     |  |
|                        |   | …                   | …        |  |  |       |  |  |                 |  |  |                     |  |
|                        |   | …                   | …        |  |  |       |  |  |                 |  |  |                     |  |
| …                      |   | …                   |          |  |  |       |  |  |                 |  |  |                     |  |
|                        |   | …                   | …        |  |  |       |  |  |                 |  |  |                     |  |
|                        |   | …                   | …        |  |  |       |  |  |                 |  |  |                     |  |
|                        |   | …                   | …        |  |  |       |  |  |                 |  |  |                     |  |
|                        |   | …                   |          |  |  |       |  |  |                 |  |  |                     |  |